# Michel Charles Durieu de Maisonneuve

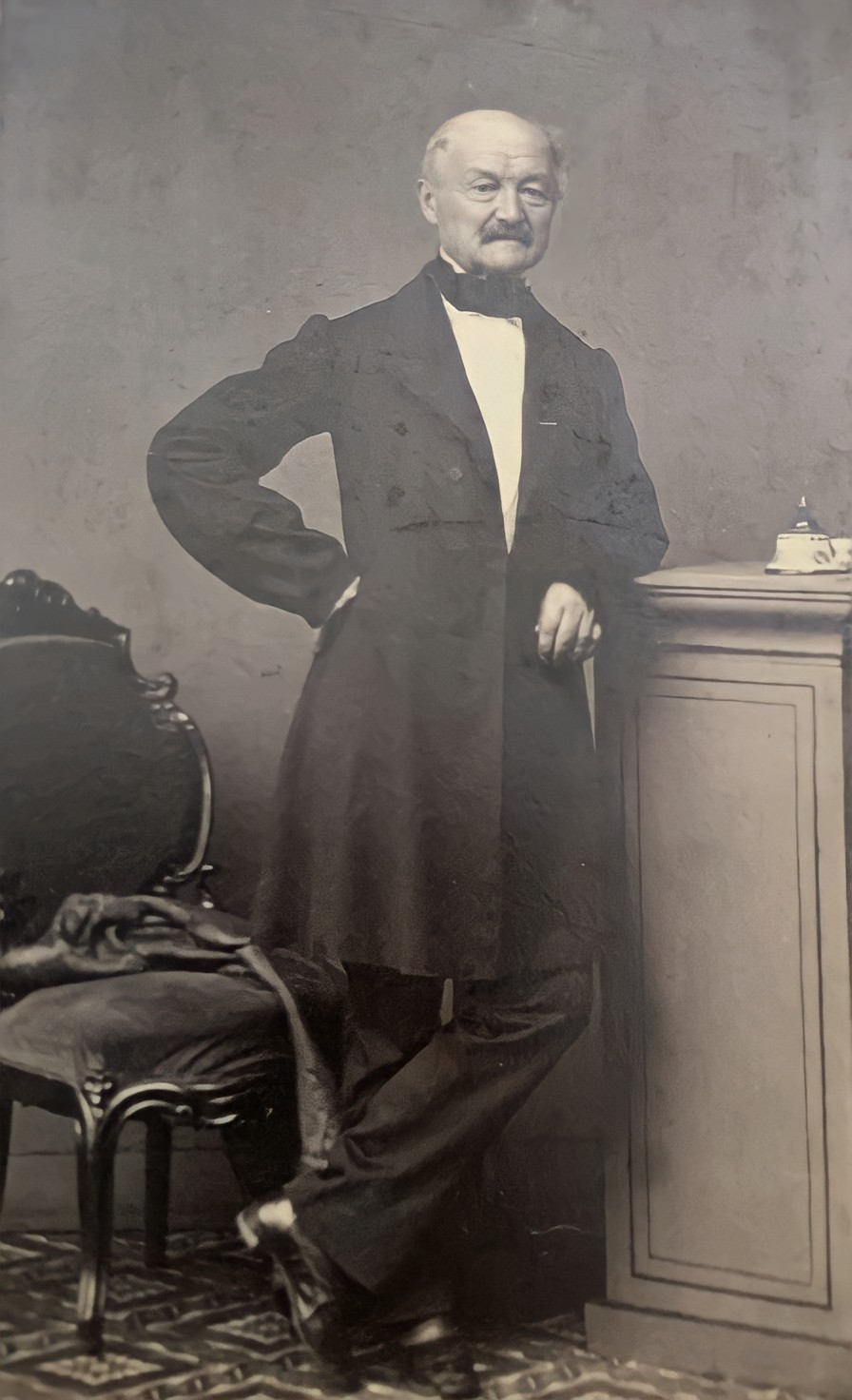
Michel Charles Durieu de Maisonneuve

Michel Charles Durieu de Maisonneuve (* 7. Dezember 1796 in Saint-Eutrope-de-Born, Département Lot-et-Garonne; † 20. Februar 1878 in Bordeaux) war ein französischer Soldat und Botaniker.
Sein botanisches Autorenkürzel lautet „Durieu“. Er ist der Vater von Philippe Louis Durieu (1830–1854).

## Leben
Er studierte an der École Militaire de Brienne und später an der Militärschule Saint-Cyr, wo er den Rang eines Leutnants erlangte. Von 1813 bis 1848 leistete er seinen Wehrdienst in der französischen Armee. Er nahm an der Schlacht von Trocadero in Cadiz teil und war 1843 an der Schlacht von Smala gegen die Kräfte des algerischen Freiheitskämpfers Abd el-Kader beteiligt.
Mitte der 1820er Jahre entwickelte er ein Interesse an Naturgeschichte und Botanik und untersuchte Süßwasseralgen. Er nahm mit dem Naturforscher Jean Baptiste Bory de Saint-Vincent an der Morea-Expedition nach Griechenland teil und war 1840 bis 1844 Mitglied eines Ausschusses für die wissenschaftliche Erforschung Algeriens. Während seiner Jahre in der Armee führte er auch botanische Exkursionen in Frankreich, Spanien und im Norden Portugals durch.
Er studierte Kryptogamen mit Bory de Saint-Vincent, Camille Montagne, Joseph-Henri Léveillé und den Brüdern Charles Tulasne (1816–1884) und Louis René Tulasne. Mit Ernest Cosson forschte er zu Samenpflanzen. 1858 wurde er als Nachfolger von Jean François Laterrade (1784–1858) Direktor des botanischen Gartens in Bordeaux und war von 1867 bis 1877 Professor für Botanik in Bordeaux.

## Dedikationsnamen
Ihm zu Ehren wurden die Gattungen Durieua Boiss. & Reut. aus der Familie der Doldenblütler (Apiaceae), Durieua Mérat aus der Familie der Braunwurzgewächse (Scrophulariaceae) und Maisonneuvea Trevis. aus der Ordnung der Lebermoose benannt.